# Castelverrino
Castelverrino ist eine italienische Gemeinde (comune) in der Provinz Isernia in der Region Molise im Apennin mit 93 Einwohnern (Stand 31. Dezember 2023). Die Gemeinde liegt etwa 23,5 Kilometer nordöstlich von Isernia am Verrino.